# Tanca de Troyes
Tanca va ser una santa franca del segle VII. Va nàixer a Troyes. Va morir l'any 637 com a màrtir per defensar la seua virginitat. Es troba enterrada a la catedral de Troyes. La seua festivitat se celebra el 10 d'octubre. És venerada principalment a Troyes i Anjou.